# Reliefdruck
Reliefdruck (kurz Relief) ist in der Fotografie eine Sammelbezeichnung für diejenigen Edeldruckverfahren, mit deren Hilfe Gelatine-Reliefs einerseits hergestellt und diese andererseits für fotomechanische Kopien in Form von Kinofilmen, Papierabzügen oder Diapositiven genutzt werden.
Es werden zwei Gruppen von Relief-Verfahren unterschieden: Auswasch-Reliefs und Quell-Reliefs.

## Druckprinzip
Das Druckprinzip besteht darin, mit der Gelatine auf einem Matrizenfilm oder einer Matrizenplatte (lichtempfindlich beschichtete Glasplatte) entsprechend geeignete Druckfarbe aufzunehmen und diese von der Gelatine auf einem Zielfilm oder einer Zielplatte absaugen zu lassen. Historisch basiert die Technik auf dem Ölumdruck.
Die verschiedenen Reliefverfahren hatten bis zur Einführung fotografischer Farbfilme akzeptabler Qualität um 1935 (Kodachrome, Agfacolor-Neu) große wirtschaftliche Bedeutung, da sie genutzt werden konnten, um farbige Papierabzüge und Diapositive herzustellen. Einige Verfahren behielten ihre Bedeutung über diese Wende hinaus, weil sie technische Vorteile für spezielle Anwendungen haben, wie etwa die Großdia-Projektion oder bis in die Gegenwart von künstlerischem Interesse sind.

## Auswasch-Reliefs
Sie nutzen die Eigenschaft einiger fotochemischer Entwicklersubstanzen, die Gelatine einer Silberhalogenid-Emulsion entsprechend ihrer jeweiligen Belichtung unterschiedlich stark zu härten. Die ungehärtete Gelatine lässt sich anschließend mit einem Lösemittel auf Wasserbasis bei einer bestimmten Temperatur auswaschen; die auf der Matrize verbliebene Gelatine wird zur Aufnahme der Druckfarbe verwendet.
Zur Gruppe der Auswasch-Relief-Verfahren gehören zum Beispiel die Uvatypie und Technicolor 4.

### Dye-Transfer-Verfahren
Das Dye-Transfer-Verfahren wurde 1947 von Kodak entwickelt und die dafür benötigten Matrizen und Chemikalien von der Firma bis 1994 produziert. Dieses Edeldruckverfahren gilt als die Krönung der Auswasch-Relief-Verfahren, genügt es doch in mehrfacher Hinsicht höchsten Ansprüchen von Farbbildern. Englisch Dye transfer bedeutet Farbstoffübertragung.
Ohne jede Kornbildung werden zumeist von Diapositiven Farbauszüge und von den so entstandenen Negativen Matrizen hergestellt. Diese Gelatinereliefs dienen für den Farbumdruck auf Papier, wobei die Matrizen, nachdem die Gelatine mit dem entsprechenden Farbstoff gesättigt wurde, passgenau übereinander gedruckt werden. Mit dem Verfahren können größere Mengen von Papierabzügen produziert werden, die bezüglich Farbqualität und -echtheit, Lichtbeständigkeit und dem Potential gestalterischer Veränderungen beim Prozess besonders brillante Resultate ergeben. Das Herstellen so genannter Dye-Transfer-Prints war enorm teuer und kam entsprechend ab Ende der 1940er Jahre vor allem in der Werbefotografie zum Einsatz.

## Quell-Reliefs
Im Unterschied zu den Auswasch-Reliefs werden die Matrizenfilme und -platten bei Quell-Reliefs statt mit Silbersalzen mit Chromsalzen, meist Kalium- oder Ammoniumbichromat, sensibilisiert. Bei der Entwicklung quillt die Gelatine entsprechend ihrer Belichtung unterschiedlich stark und zeigt anschließend ein proportional zur Belichtung mehr oder weniger ausgeprägtes Vermögen, Farbe anzunehmen, die dann wiederum von der Gelatine des Zielfilms oder der Zielplatte abgesaugt wird. Ähnliche Techniken sind der Lichtdruck und die Heliogravüre.
Zur Gruppe der Quell-Relief-Verfahren gehören zum Beispiel die Pinatypie und die Erwinotypie.